# Cazeresia
Cazeresia is een geslacht van kevers uit de familie bladkevers (Chrysomelidae).
De wetenschappelijke naam van het geslacht werd in 2005 gepubliceerd door Jolivet, Verma & Mille.

## Soorten
- Cazeresia montana Jolivet, Verma & Mille, 2005